# Esposizione (fotografia)
In fotografia, il termine esposizione indica la quantità totale di luce catturata dal sensore o dalla pellicola. L'esposizione si misura in EV (valore di esposizione) ed è determinata con l'ausilio dell'esposimetro.
Spesso, impropriamente, ci si riferisce all'esposizione indicando il tempo di esposizione, ovvero il tempo durante il quale l'elemento sensibile (pellicola fotografica o sensore elettronico) resta esposto alla luce che passa attraverso il sistema ottico (obiettivo).

## Il progresso dell'esposizione in fotografia
Fin dalla nascita della fotografia, l'esposizione fu l'elemento fondamentale per ottenere un fotogramma ottimale in ogni singola condizione luminosa.
Un tempo era necessario fotografare con esposizioni molto lunghe, poiché il materiale su cui veniva impressa la fotografia era poco sensibile e quindi doveva rimanere per ore alla luce per assumere un aspetto simile alla realtà. Nella prima fotografia della storia, Joseph Nicéphore Niépce dovette esporre un foglio di carta imbevuto di cloruro d'argento per circa 8 ore prima di ottenere un'immagine abbastanza luminosa e nitida.
Con il tempo il materiale fotografico divenne sempre più sensibile, fino ad arrivare alle classiche pellicole contemporanee, che sono fabbricate su scale di sensibilità decisamente maggiore ai materiali di un tempo.
Il fotografo tedesco Michael Wesely è famoso per aver scattato la fotografia con l'esposizione molto lunghi, di diversi anni, egli ha realizzato nell'ultimo decennio fotografie con esposizioni annuali utilizzando una fotocamera grande formato, dotata di filtri a densita neutrale, in modo da permettere alla pellicola esposizioni lunghissime senza ottenere fotogrammi sovraesposti. Michael Wesely ha prodotto prevalentemente fotografie di architettura, con l'intento di riprendere in una sola fotografia tutti i cambiamenti degli edifici che si hanno nel corso degli anni. Tra le sue opere più conosciute vi sono i cantieri della famosa Potsdamer Platz a Berlino, con un'esposizione di due anni (dal 04/04/1997 al 04/06/1999). Ciò che lo rese celebre è però la fotografia del Museum of Modern Art di New York durante le operazioni di ricostruzione. 
Tempi di esposizione ancora maggiori sono stati realizzati usando la tecnica della solargrafia, usando fotocamere a foro stenopeico, costruite con lattine di alluminio, con tempi di esposizione lunghi fino ad 8 anni.

## Definizione
L'esposizione è attualmente definita come:
esposizione = intensità luminosa × tempo
e pertanto dipende dalla combinazione tra le impostazioni del diaframma, che regola l'intensità luminosa, e del tempo di esposizione. La relazione che intercorre tra questi due elementi è definita quindi come reciprocità.
A parità di condizioni di luce, si ottiene la stessa esposizione se aumentando un termine se ne diminuisce un altro dello stesso fattore. Fissata una data esposizione, diaframma e tempo sono inversamente proporzionali. Bisogna però tenere presente che, mentre per i tempi si usa una scala in cui ogni termine è la metà del precedente (es. 1 s, 1/2 s, 1/4, 1/8, 1/16 ecc...), per i diaframmi la scala ha una progressione pari alla radice quadrata di 2: f/1,4, f/2, f/2,8, f/4, f/5,6, f/8, f/11, f/16, f/22, f/32, nella quale il primo termine rappresenta l'apertura maggiore. Essendo il diaframma in funzione del diametro della pupilla di ingresso, o meglio del suo reciproco, questa scala fa sì che ad ogni intervallo, detto stop, corrisponda un raddoppio della superficie e quindi della luce.
Infine anche il mezzo sensibile ha una sua caratteristica di "impressionabilità", detta velocità o sensibilità: più alta è la sensibilità, minore è l'esposizione necessaria per ottenere lo stesso risultato finale. Anche in questo caso, la relazione è inversamente proporzionale: a parità di luminosità rappresentata nell'immagine finale, sensibilità ed esposizione sono inversamente proporzionali.
Ne consegue che modificando uno dei tre parametri (diaframma, tempo, sensibilità) si dovrà correggere uno degli altri due in modo da compensare la variazione. Quindi se si vuole dimezzare il tempo occorre aprire di uno stop il diaframma o raddoppiare la sensibilità; se si vuole chiudere di uno stop il diaframma occorre raddoppiare o il tempo o la sensibilità; se si vuole usare una sensibilità pari alla metà occorre raddoppiare il tempo o aprire di uno stop. Ad esempio, portando il tempo da 1/250 a 1/500, quindi dimezzando l'esposizione, si può scegliere se aprire il diaframma, oppure raddoppiare la sensibilità della pellicola o del sensore elettronico. Nel primo caso la quantità totale di luce che colpirà la pellicola (l'esposizione) sarà la stessa; nel secondo, la quantità di luce sarà dimezzata, ma la pellicola avrà una sensibilità doppia e necessiterà quindi di metà della luce per lo stesso risultato.
L'uso di una o dell'altra terna, pur garantendo la stessa esposizione equivalente, per quanto riguarda altri aspetti non dà gli stessi risultati fotografici: infatti all'aumentare dell'apertura del diaframma diminuisce la profondità di campo della foto, mentre all'aumentare dei tempi di esposizione aumenta il rischio dell'effetto mosso. Inoltre all'aumentare della sensibilità aumenta la granularità dell'immagine per effetto della grana nel caso della pellicola, e del rumore elettronico nel caso del sensore di una macchina digitale.

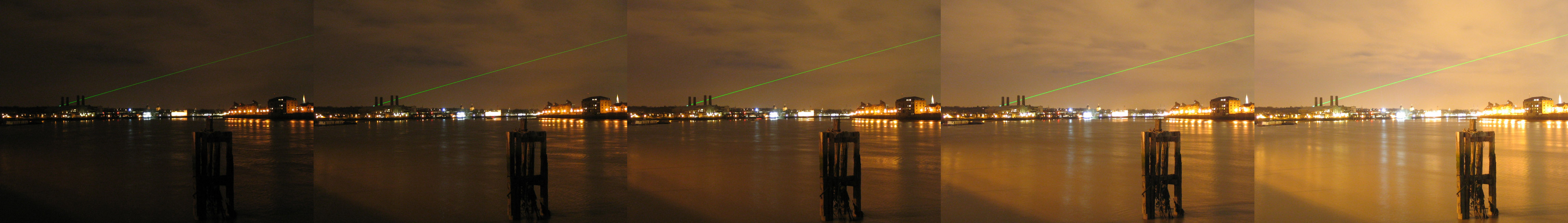
Variando il tempo, cambia l'esposizione. Nell'esempio: 1,3 → 2,5 → 4 → 8 → 15 secondi.

Ad esempio la terna di valori ISO 100 - f/5,6 - 1/60, dal punto di vista dell'esposizione, è equivalente alle seguenti:
- ISO 100-f/8-1/30
- ISO 100-f/4-1/125
- ISO 100-f/11-1/15
- ISO 100-f/2,8-1/250
- ISO 200-f/8-1/60
- ISO 200-f/11-1/30
- ISO 200-f/4-1/250
- ISO 400-f/8-1/125
- ISO 400-f/5,6-1/250
- ISO 3200-f/11-1/500

## Determinare l'esposizione
L'uso della compensazione dell'esposizione e delle modalità manuali, anche in presenza di sofisticati automatismi, è motivato dal fatto che l'esposizione è un concetto relativo. Sappiamo infatti quali coppie di valori di diaframma e tempo diano luogo a una determinata esposizione, ma questo non ci dice quale sia l'esposizione corretta per una determinata scena. Certamente ci saranno soggetti che vanno "resi" con toni chiari, come tipicamente il cielo in un paesaggio, e altri che devono essere scuri, come il pelo di un cane nero. Però questa conoscenza è disponibile solo al fotografo che vede, capisce e interpreta la scena, non all'esposimetro, che si limita a una misurazione oggettiva.
Per convenzione quindi il calcolo dell'esposizione (il valore letto sull'esposimetro) viene fatto in modo tale che la zona di riferimento, per esempio il centro nella modalità spot, sia reso con un livello luminoso intermedio. Tale valore è quello del grigio 18%, cioè quello di una superficie con riflettanza pari al 18%. Esistono in commercio appositi cartoncini che presentano tale livello convenzionale di riferimento. Per questo motivo il valore esposimetrico misurato è da intendersi come punto di partenza su cui effettuare le proprie scelte, piuttosto che come una prescrizione.
A queste considerazioni fanno eccezione i metodi a matrice o multizona che applicano criteri basati sull'analisi di casi reali per cercare di determinare l'esposizione più corretta, non solo quella intermedia, "indovinando" la natura della scena e dei soggetti presenti.

### Misurazione
Lo strumento utilizzato per misurare la luce è l'esposimetro, che può essere esterno o interno. Un esposimetro può essere a luce riflessa, misurando così la luce che effettivamente proviene dal soggetto, oppure a luce incidente, che viene posto in prossimità del soggetto e ne misura l'illuminazione.
Un esposimetro a luce riflessa ha a disposizione lo stesso tipo di informazione che arriva alla pellicola e fornisce così una misura direttamente utilizzabile. Per contro se il suo angolo (campo) non è molto ristretto, non è possibile determinare se tale illuminazione proviene dal soggetto oppure è prevalentemente luce ambientale, per esempio il cielo o uno sfondo molto chiaro. In questo caso bisogna considerare anche la natura della scena ripresa ed effettuare le opportune compensazioni.
Invece nel caso dell'esposimetro a luce incidente si ha una misurazione molto più precisa: l'esposimetro si trova esattamente nel punto di interesse. Tuttavia soggetti diversi rispondono alla stessa illuminazione in modi molto differenti: pensiamo ad esempio a un animale a pelo folto e scuro rispetto a un edificio bianco, per cui anche in questo caso occorre effettuare una compensazione.
Naturalmente l'esposimetro interno alle macchine fotografiche può essere solo del tipo a luce riflessa perché non può essere posizionato in corrispondenza del soggetto.
L'esposimetro misura la luce su una scala calibrata in valori di esposizione già pronti, senza necessità di alcuna conversione, per essere utilizzati nelle formule per il calcolo di diaframma e tempo.

### Calcolo dell'esposizione
Lo sviluppo della tecnologia degli esposimetri interni ha permesso di limitare l'intervento umano utilizzando più sensori all'interno della fotocamera. La misura dell'esposizione può essere, ancora oggi, fatta con modalità esposimetriche tradizionali: misura in un punto centrale (spot) o in un'area centrale (pesata centrale) dell'immagine. Sono però disponibili anche modalità intelligenti che misurano una matrice di più punti, determinando la natura della scena inquadrata e di conseguenza l'esposizione più appropriata. Questi metodi intelligenti possono tenere conto della distanza del soggetto messo a fuoco, del suo colore, di indizi della presenza di particolari condizioni di illuminazione (cielo, controluce...). Si ottengono così risultati che si avvicinano molto a quelli che otterrebbe un fotografo operando manualmente.
Le fotocamere elettroniche o digitali utilizzano dei programmi (vari-program) che, una volta calcolata l'esposizione corretta, scelgono la coppia tempo/diaframma più adeguata per la scena inquadrata. Esistono anche due programmi che permettono un utilizzo più creativo e determinano automaticamente un tempo adeguato in base al diaframma scelto dal fotografo (priorità di diaframmi), oppure il diaframma migliore una volta scelto il tempo (priorità di tempi). Infine, il valore scelto dall'automatismo può in ciascuno di questi casi essere modificato manualmente attraverso il controllo della compensazione dell'esposizione oppure completamente ignorato, attraverso il programma manuale.

### Difetto di reciprocità
Il rapporto di reciprocità è sempre lineare, tranne che nelle situazioni in cui il tempo di esposizione è particolarmente breve o molto lungo. In questi casi gli elementi sensibili presenti sulla pellicola non reagiscono allo stesso modo e possono provocare delle dominanti di colore o una risposta alla luce insufficiente. Questo problema, chiamato difetto di reciprocità (effetto Schwarzschild), può essere corretto con l'utilizzo di filtri colorati nel primo caso, oppure aumentando l'esposizione nel secondo di una quantità precisa (che varia con il tipo di emulsione usata).

## Sovraesposizione e sottoesposizione
Una fotografia può essere descritta come sovraesposta quando ha una perdita di dettaglio evidente, cioè quando parti luminose importanti di un'immagine sono "sbiadite" o totalmente bianche, note come "bianchi bruciati".
Una fotografia può essere descritta come sottoesposta quando ha una perdita note come "ombre bloccate" (o talvolta "ombre schiacciate") , "neri schiacciati" o "neri tagliati", specialmente nel video.

## Situazioni particolari
In alcune situazioni è opportuno prestare particolare attenzione ai valori restituiti dall'esposimetro, interpretandoli per ottenere il corretto risultato. In special modo gli esposimetri per luce riflessa possono essere ingannati dalla riflettenza dei materiali, ovvero della capacità dei materiali di riflettere la luce in maniera diversa. Ad esempio una superficie di colore bianco o molto chiara restituisce gran parte della luce ricevuta, viceversa una superficie scura assorbe la luce. Questo influisce sull'esposimetro che interpreta la superficie chiara come una luce intensa e la superficie scura come ombra. In queste situazioni è necessario compensare la lettura scegliendo un'esposizione maggiore nel caso del soggetto chiaro oppure minore con un soggetto scuro. In questi casi è d'aiuto l'utilizzo della tecnica del bracketing o di un cartoncino grigio medio, che possiede una riflettenza del 18%.
L'esposimetro a luce incidente non richiede compensazioni per determinare la corretta esposizione. Alcune fotocamere più recenti, in particolare reflex, hanno un sistema esposimetrico in grado di tenere conto del colore del soggetto, per cui leggono correttamente l'esposizione anche se nella scena dominano colori molto chiari o molto scuri. In molte fotocamere compatte sono presenti programmi di esposizione che possono essere selezionati per tenere conto delle particolarità della scena inquadrata, per esempio controluce, tramonti, paesaggi innevati e così via.

### Paesaggio innevato

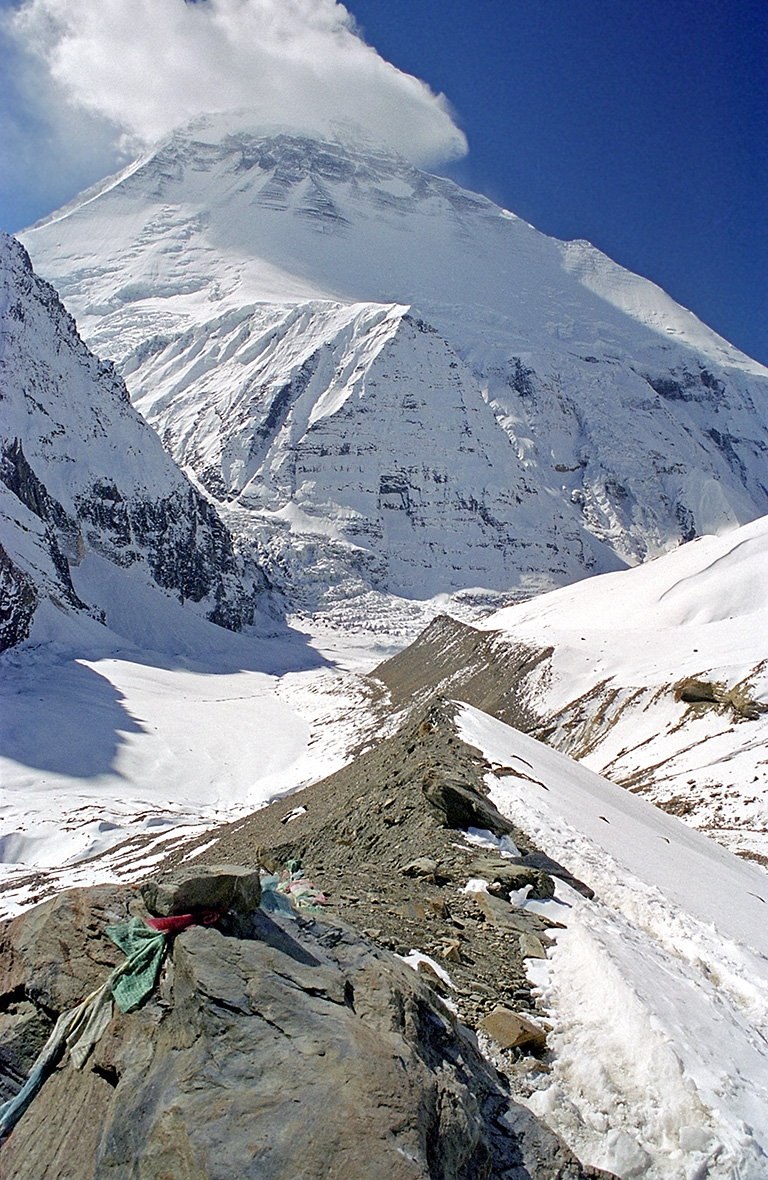
La neve può ingannare l'esposimetro a luce riflessa

Fotografare uno scenario coperto di neve richiede un'esposizione maggiore di ⅓ o ½ rispetto alla lettura dell'esposimetro a luce riflessa, specialmente se in pieno sole.

### Controluce
Un soggetto posto in controluce è un caso particolare che può risultare in due diverse interpretazioni. Se desideriamo esporre correttamente il soggetto, è necessario leggere la luce riflessa o incidente sulla superficie dello stesso, per esempio il volto di una persona e lo sfondo apparirà molto chiaro.
Se desideriamo un effetto di silhouette del soggetto è necessario esporre per lo sfondo, leggendo la luce alle spalle del soggetto. Quest'ultimo risulterà scuro se non completamente nero, mentre lo sfondo sarà correttamente esposto.
In alternativa è possibile esporre correttamente sia lo sfondo sia il soggetto in primo piano utilizzando il flash e leggendo la luce sullo sfondo.

### La notte
Fotografare di notte presenta problemi particolari a seconda delle circostanza in cui ci si trova. Sistemi esposimetrici che tengono conto di tutta l'area inquadrata, tentando di esporre correttamente anche le parti più scure, possono portare ad una resa eccessivamente chiara della scena, per cui in questi casi è necessario sottoesporre di almeno un diaframma. Dato che possono esserci forti differenze di luminosità fra le aree illuminate e quelle oscure, è consigliabile usare misurazioni a luce incidente o di tipo spot sulle aree di maggiore interesse per essere sicuri della loro resa corretta.
Per la fotografia di persone a distanza ravvicinata si usa spesso il flash che, consentendo di esporre correttamente il primo piano, causa però una sottoesposizione dello sfondo fino a farlo risultare completamente nero. Alcune fotocamere consentono la cosiddetta sincronizzazione lenta, per cui espongono per un tempo sufficiente ad evidenziare lo sfondo e contemporaneamente schiariscono il primo piano con il flash.
Se non vi sono elementi importanti in movimento o che sono in movimento, ma non sono soggetto della foto è bene ricorrere all'uso del cavalletto, anche se l'elevata sensibilità di alcuni sensori consente di scattare a mano libera. Usando il cavalletto si possono impostare sensibilità basse e tempi lunghi, ottenendo una rappresentazione più realistica della scena.

## Star trail
Una star trail è un tipo di fotografia che utilizza lunghi tempi di esposizione per catturare i cerchi diurni, il movimento apparente delle stelle nel cielo notturno dovuto alla rotazione terrestre. Una fotografia star trail mostra le singole stelle come strisce sull'immagine, con esposizioni lunghe che producono archi nel cielo. Le fotografie star trail possono essere utilizzate dagli astronomi per determinare la qualità di un luogo per le osservazioni dal telescopio.

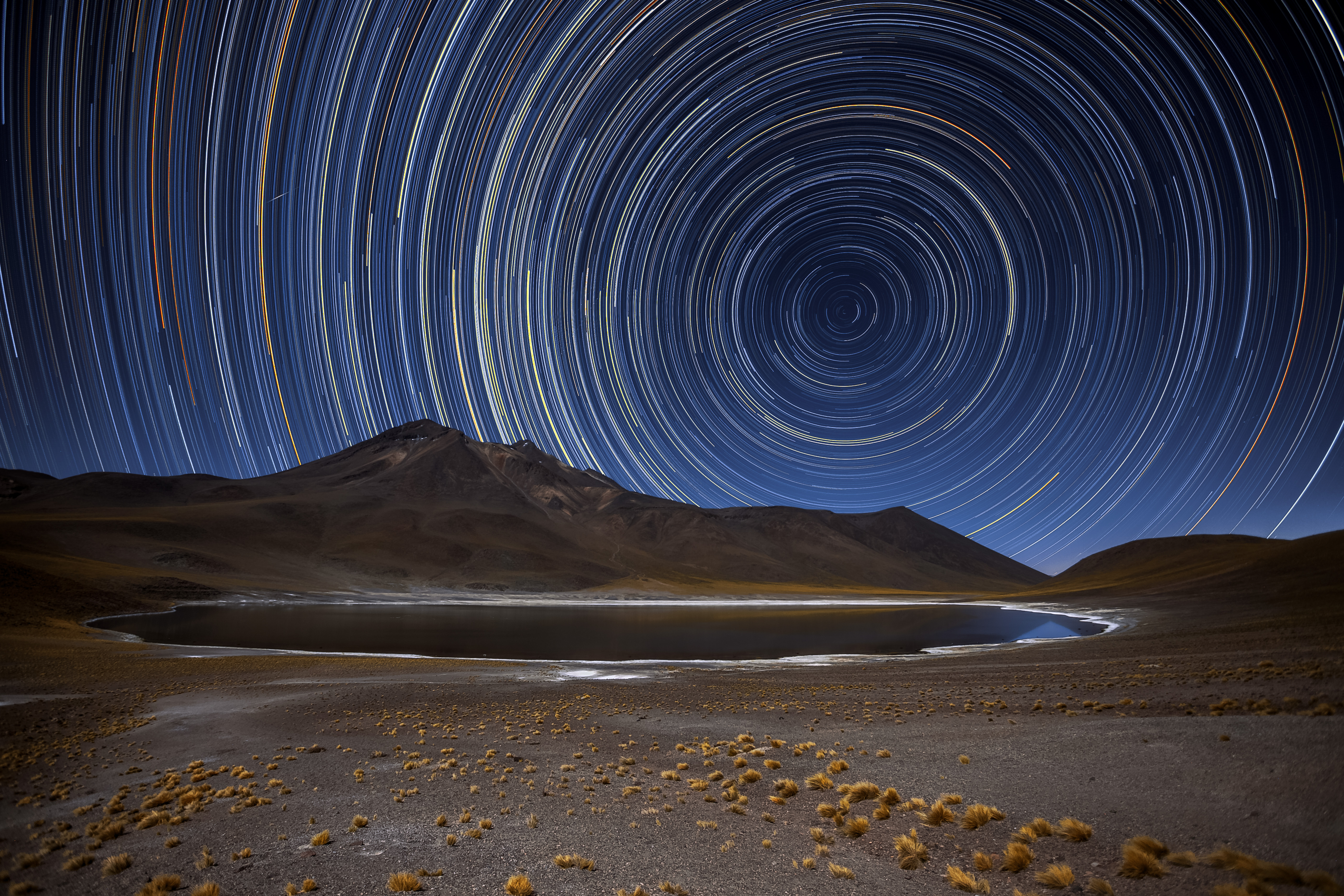
Tutte le stelle nel cielo notturno sembrano circondare il polo celeste (il polo sud in questa foto). Per un periodo di diverse ore, questo movimento apparente lascia scie stellari[16].
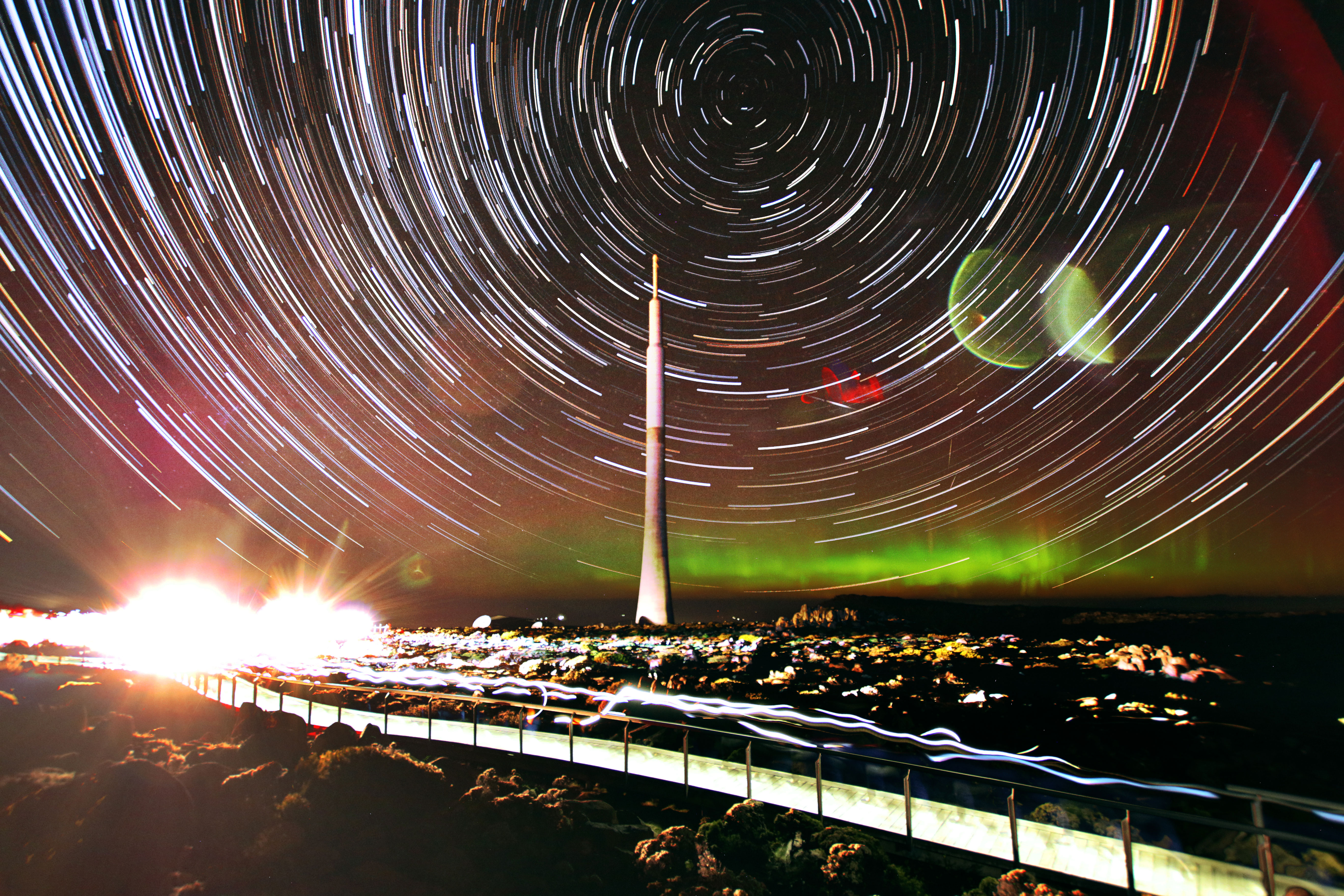
Traccia stellare fotografata dal Monte Wellington, Tasmania. Aurora australis visibile sullo sfondo.
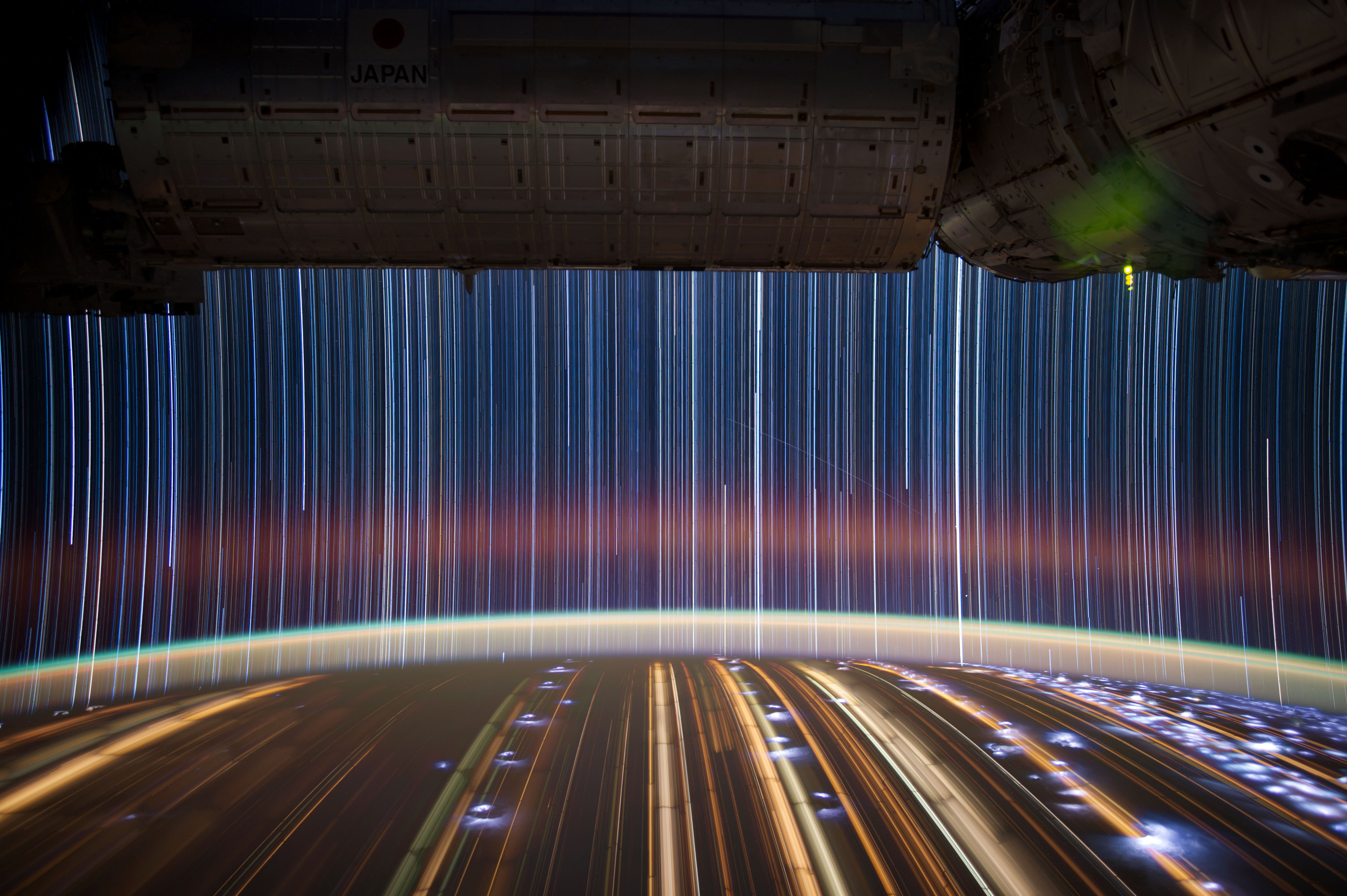
Scie stellari fotografate dalla Stazione Spaziale Internazionale in orbita terrestre bassa con un angolo che rende le scie quasi verticali invece che circolari.
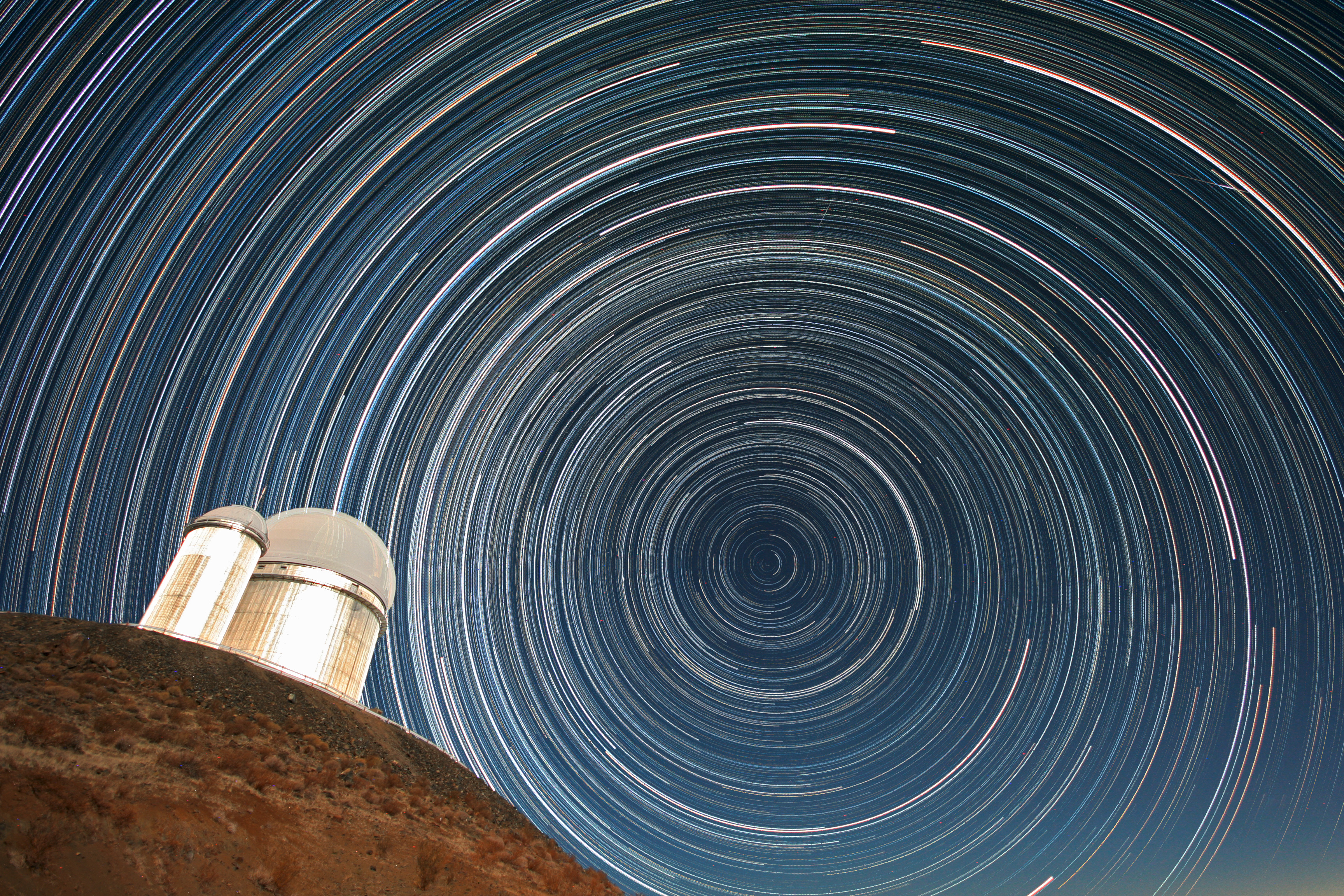
Tracce stellari sopra il telescopio di 3,6 m dell'ESO[17].